# Karin Freitag
Karin Freitag (* 1. April 1980 in Sankt Marein bei Graz) ist eine österreichische Langstreckenläuferin und mehrfache Staatsmeisterin im Marathon, Halbmarathon und Bergmarathon.

## Werdegang
Karin Freitag fing 2010 mit dem Laufsport an und bei ihrem ersten Marathonstart konnte sie im Mai auf Anhieb den Wachau-Marathon gewinnen.

### Staatsmeisterin Marathon 2012
2011 gelang ihr im Bergmarathon der erste Staatsmeistertitel. Es folgten 2012, 2013, 2014, 2015 und 2018 nationale Titel im Marathon.
Beim Vienna City Marathon 2016 belegte sie im April als beste Österreicherin den 13. Rang.
Beim Wings for Life World Run erzielte Karin Freitag im Mai 2016 die weltweit zweitbeste Distanz. Freitag belegte im Rahmen der Ultralauf-Weltmeisterschaften im spanischen Los Alcázares über 100 Kilometer in einer Zeit von 7:45:57 Stunden den vierten Platz.
Sie startet für den steirischen Verein „ATV Irdning“. Im Oktober 2017 wurde Karin Freitag als Viertplatzierte der Gesamtwertung Vizestaatsmeisterin beim Marathon am Bodensee. Im Mai 2018 holte sich die damals 38-Jährige beim Salzburg-Marathon ihren fünften Staatsmeistertitel im Marathon.
Im April 2022 wurde Karin Freitag in Langenzersdorf mit der Zeit von 8:33 Stunden österreichische Meisterin im 100-km-Straßenlauf und die 42-Jährige konnte damit ihren Titel aus dem Vorjahr erfolgreich verteidigen.

### Privates
Karin Freitag ist Krankenschwester und lebt mit ihrem Mann und zwei Kindern in Hall in Tirol.

## Sportliche Erfolge
| Datum/Jahr    | Rang | Wettbewerb                            | Austragungsort        | Zeit       | Bemerkung                                                                                 |
| ------------- | ---- | ------------------------------------- | --------------------- | ---------- | ----------------------------------------------------------------------------------------- |
| 31. Dez. 2019 | 3    | Carrera San Silvestre                 | Guatemala City        | 00:36:58   | auf 1500 m Seehöhe                                                                        |
| 23. März 2019 | 2    | Staatsmeisterschaften 10.000 m (Bahn) | Regensburg            | 00:36:13   | Vizestaatsmeisterin, hinter Sandrina Illes                                                |
| 14. Okt. 2018 | 4    | Staatsmeisterschaften Halbmarathon    | Graz                  | 01:18:58.6 | Staatsmeisterschaft Halbmarathon beim „Graz-Halbmarathon“                                 |
| 6. Mai 2018   | 1    | Staatsmeisterschaften Marathon        | Salzburg              | 02:45:26   | Österreichische Staatsmeisterin Marathon beim Salzburg-Marathon                           |
| 31. Dez. 2017 | 2    | Innsbrucker Silvesterlauf             | Innsbruck             | 00:19:52   | 5,6 km                                                                                    |
| 8. Okt. 2017  | 2    | Staatsmeisterschaften Marathon        | Bregenz               | 02:47:11   | 1:47 Minuten hinter Sandra Urach beim Marathon der 3 Länder am Bodensee                   |
| 23. Apr. 2017 |      | Vienna City Marathon                  | Wien                  | 02:52:14   | als zweitschnellste Österreicherin hinter Katharina Zipser (Rang 11)                      |
| 26. März 2017 | 3    | Staatsmeisterschaften Halbmarathon    | Graz                  | 01:18:20   | Staatsmeisterschaft Halbmarathon beim „Graz-Halbmarathon“                                 |
| 8. Mai 2016   | 2    | Wings for Life World Run              | München               | –          | weltweit zweitbeste Leistung mit 59,08 km – hinter der Japanerin Kaori Yoshida (65,71 km) |
| 10. Apr. 2016 | 13   | Vienna City Marathon                  | Wien                  | 02:43:25   | als beste Österreicherin                                                                  |
| 23. Aug. 2015 | 1    | Staatsmeisterschaften Halbmarathon    | Velden am Wörther See | 01:18:59   | Österreichische Staatsmeisterin Halbmarathon beim Wörthersee Halbmarathon                 |
| 19. Apr. 2015 | 1    | Staatsmeisterschaften Marathon        | Linz                  | 02:42:32   | Österreichische Staatsmeisterin Marathon beim Linz Marathon                               |
| 4. Mai 2014   | 1    | Staatsmeisterschaften Marathon        | Salzburg              | 02:49:45   | Österreichische Staatsmeisterin Marathon beim Salzburg-Marathon                           |
| 13. Okt. 2013 | 1    | Staatsmeisterschaften Marathon        | Graz                  | 02:46:04   | Österreichische Staatsmeisterin Marathon beim Graz-Marathon                               |
| 6. Mai 2012   | 1    | Staatsmeisterschaften Marathon        | Salzburg              | 02:47:14   | Österreichische Staatsmeisterin Marathon – als Dritte beim Salzburg-Marathon              |
| 6. Mai 2010   | 1    | Wachau-Marathon                       | Krems an der Donau    | 02:56:10   |                                                                                           |

| Datum/Jahr    | Rang | Wettbewerb                         | Austragungsort        | Zeit     | Bemerkung                                        |
| ------------- | ---- | ---------------------------------- | --------------------- | -------- | ------------------------------------------------ |
| Sep. 2020     | 3    | Berglauf-Staatsmeisterschaften     | St. Johann im Pongau  |          | Dritte hinter Andrea Mayr und Sandrina Illes     |
| 4. Juli 2015  | 26   | Berglauf-Weltmeisterschaften       | Zermatt               |          |                                                  |
| 10. Aug. 2014 | 1    | Bergmarathon-Staatsmeisterschaften | Kainach bei Voitsberg | 04:00:48 | Staatsmeisterin Bergmarathon                     |
| 14. Sep. 2014 | 34   | Berglauf-Weltmeisterschaften       | Massa (Toskana)       |          |                                                  |
| 12. Juli 2014 | 32   | Berglauf-Europameisterschaften     | Arrondissement Gap    |          |                                                  |
| 7. Juli 2012  | 2    | Bergmarathon-Staatsmeisterschaften | Schruns               | 03:31:34 | Silbertal nach St. Anton am Arlberg              |
| 2. Sep. 2012  | 60   | Berglauf-Weltmeisterschaften       | Ponte di Legno        |          | 8,8 km und 760 hm                                |
| 12. Juni 2011 | 3    | Berglauf-Staatsmeisterschaften     | Riezlern              | 00:48:16 | Dritte hinter Sandra Baumann und Susanne Mair    |
| 2011          | 32   | Berglauf-Europameisterschaften     |                       |          |                                                  |
| 2011          | 1    | Bergmarathon-Staatsmeisterschaften | Kainach bei Voitsberg | 04:10:55 | Staatsmeisterin Bergmarathon (44 km und 1800 hm) |

## Persönliche Bestzeiten
- 5000 m: 17:29,20 min, 8. August 2015, Kapfenberg
- 10.000 m: 36:21,7 min, 27. August 2014, Innsbruck
- Halbmarathon: 1:17:05 h, 29. März 2015, Kalterer See
- Marathon: 2:42:26 h, 25. Oktober 2015, Frankfurt am Main
- Bergmarathon: 3:31:346 h, 7. Juli 2012, Schruns